# Кременчуцька міська мечеть
Кременчуцька міська мечеть — мечеть міста Кременчук Полтавської області, що збудована 2018 року. Розташована за адресою: вулиця Сержанта Мельничука, 50/1.

## Історія
Відкриття мечеті відбулося 12 жовтня 2018 року. Традиційні для мечеті мінарети не споруджували. На стінах виконано розпис, який проведено в мусульманських мотивах. Опікувався будівництвом мечеті імам Кременчука шейх Тагір Таїров.
У травні 2020 року у мечеті з'явився міхраб небесно блакитного кольору. Його створила кременчуцька художниця Анжела Дмитренко.
На території мечеті розташований дитячий майданчик. У мечеті розташована школа вихідного дня для мусульман. Також влітку при мечеті працює дитячий табір "Шляхом знань".